# Братский союз литовской молодёжи
Братский союз литовской молодёжи (Związek Bratni Młodzieży Litewskiej) ― тайная молодёжная польская организация, существовавшая в Белоруссии и Литве в 1846―1849 годах.

## История основания
Название союза удивительным образом совпадает со строкой из польского куплета Интернационала, который к тому времени ещё не был написан:
Bój to jest nasz ostatni,
Krwawy skończy się trud,
Gdy Związek nasz bratni
Ogarnie ludzki ród!
Союз основан в Вильно обедневшими шляхтичами Франтишеком и Александром Далевскими. Поначалу в него входили А. Янковский, К. Маевский, В. Клечковский, Э. Иодко, К. Добкевич. Сначала союз объединял учащуюся молодёжь. В 1848 году в него влились разночинцы, ремесленники, мелкая шляхта.

## Цели и программа Союза
В программе были выдвинуты требования независимости Польши и провозглашение её республикой, ликвидации всех сословных привилегий, освобождение крестьян и наделение их землёй.
Члены союза вели агитацию в Вильне, Новогрудке, Лиде, Слониме и других городах, пытались привлечь на свою сторону солдат Бобруйской крепости и Минского гарнизона. На 5 апреля 1849 года было назначено восстание. Заговорщики рассчитывали на скорое начало русско-прусской войны.

## Разгром Братского союза литовской молодёжи
27 марта 1849 года начались аресты, к следствию было привлечено около 200 человек. 17 % из них были ремесленниками, 25 % ― учащиеся. Остальные ― из мелкой польской шляхты. Руководители и наиболее активные члены приговорены к смертной казни, заменённой каторжными работами от 10 до 15 лет. Многие члены союза впоследствии участвовали в польском восстании 1863—1864 гг.